# L'Extraordinaire Petros
Ne doit pas être confondu avec Petros (pélican).
L'Extraordinaire Petros est un feuilleton télévisé gréco-français pour la jeunesse, en treize épisodes de 13 minutes en noir et blanc, réalisé par Pierre Goutas, et diffusé à partir du 24 décembre 1965 sur la première chaîne de l'ORTF.  

## Synopsis
En Grèce, sur l'île de Mykonos, les aventures d'un jeune garçon et d'un pélican, qui viennent à l'aide du Père Noël. 
Petros, le pélican ventriloque, qui est ici un héros de fiction, était, dans la réalité, une célébrité de l'île de Mykonos.

## Fiche technique
- Titre : L'Extraordinaire Petros
- Réalisateur : Pierre Goutas
- Scénario : John Sevastopulo
- Adaptation et dialogues : Antoine Tudal
- Musique originale : François de Roubaix
  - arrangements et orchestration : Bernard Gérard
- Photographie : Jacques Loiseleux
- Sociétés de production :
- Chaîne de diffusion :
- Pays d'origine :  France,  Grèce
- Genre :
- Genre : Aventure
- Durée : 13 épisodes de 13 minutes (1 saison)
- Dates de première diffusion : 
  - France : 24 décembre 1965

## Distribution
- Kitty Adam : Sophie
- Kostas Dinos : Papé, le meunier[1]
- Vasilis Kailas : Georges, le petit porteur d'eau[1]
- Panos Karavousanos : Adolphe Pétard, le magnat mondial du jouet
- Marina Lucas : Naïa, la sirène[1]